# پلزنت گراو، سنگ شهرستان، آرکانزاس
دلپذیر گراو (به انگلیسی: Pleasant Grove) یک منطقهٔ مسکونی در ایالات متحده آمریکا است که در شهرستان استون، آرکانزاس واقع شده‌است. دلپذیر گراو ۱۴۵٫۰۹ متر بالاتر از سطح دریا واقع شده‌است.